# Super Diamono
Le Super Diamono est un groupe de dix membres originaire de Dakar. Il se forme en 1974 ou 1975,.
Omar Pène est l'un des membres fondateurs, et le groupe est dirigé alternativement par les chanteurs Mamadou Lamine Maïga et Musa Ngum (en). Il commence par produire de la musique d'Afrique de l'Ouest, mais se tourne rapidement vers un son influencé par la musique afro-cubaine et la pop. À partir de 1977, ils qualifient leur musique de « mbalax-blues ». En 1979, Ismaël Lô, cofondateur du groupe, le rejoint à nouveau comme guitariste, avant de repartir pour poursuivre sa carrière solo,. Selon Billboard, il s'agit du « premier style pop véritablement local » du Sénégal. De nombreux anciens membres, devenus par la suite des artistes solos, ont fait leur percée grâce à ce groupe,.

## Histoire
En 1972, Baïlo Diagne, manager musical sénégalais et futur manager du Super Diamono cherche un chanteur pour son groupe Kadd Orchestra (ou Cadd Orchestra) — composé de membres de sa famille comme Cheikh Diange. En 1975, le groupe de Baïlo Diagne est constitué de membres du Kadd Orchestra ainsi que d'autres musiciens sénégalais tels que Omar Pène et Ismaël Lô. Ce nouveau groupe, résultat de la fusion de plusieurs formations, est baptisé « Super Diamono » (signifiant génération en wolof),,. Bob Sene (El Hadj « Bob » Sene), bassiste, est crédité comme le créateur du Super Diamono, mettant en avant les chanteurs charismatiques Omar Pène et Ismaël Lô, puis Mamadou Maïga et Moussa Ngom.
Le nouveau groupe de Baïlo Diagne est principalement constitué de musiciens issus de Tropical Jazz et du Kadd Orchestra. Il est tellement familial qu'on le surnomme au début « Diange Orchestra ». En 1979, sous le nom de Super Diamono de Dakar, le groupe sort son premier album chez Disques Griot intitulé Géédy Dayaan. Des critiques comme Florent Mazzoleni décrivent cet album comme « un mélange assez fade de rock, reggae, cordes synthétiques et influences de percussions africaines »,,.
Dans les années 1970 et 1980, le groupe est le plus grand groupe du Sénégal, tournant à travers toute l'Afrique de l'Ouest,.
Après des années de collaboration, certains membres quittent le groupe pour entamer des carrières solo ou former des groupes dérivés comme Lemzo Diamono. Officiellement, le groupe se sépare en 1991, mais est ensuite reformé par Omar Pène. Depuis sa création, le groupe — et Omar Pène en particulier — a abordé des thèmes d'un grand intérêt pour la jeunesse, tels que le chômage, la corruption et les inégalités.

## Anciens membres
Le groupe a connu plusieurs membres au fil des ans. Ceux qui sont partis ont été remplacés par de nouveaux membres. La liste ci-dessous présente quelques-uns des anciens membres (qui n'ont pas nécessairement servi la même année).
- Bob Sene (El Hadj « Bob » Sene), bassiste et créateur du groupe[9].
- Musa Ngum (en), musicien gambien avec une solide expérience du style njuup (ou kassack) — ethniquement sérère comme beaucoup de membres du groupe — quitte la Gambie en 1981 et s'installe au Sénégal. Il est courtisé pendant des années par le groupe et finit par le rejoindre en 1985, alors que le Super Diamono est le plus grand groupe du pays[10]. Dans le groupe, il est connu pour sa forte présence scénique et sa voix puissante[7],[10].
- Mada Ba, chanteur, membre pendant huit ans[11].
- Pape Dembel Diop, ancien bassiste du groupe, démissionne après vingt-deux ans. Lors du quarantième anniversaire du groupe, auquel il ne participe pas, il est interrogé par le journal Leral sur sa démission et ses relations avec Omar Pène. Pape Dembel Diop refuse de porter atteinte à l'image du groupe, déclarant seulement que l'éthique lui interdit de dire quoi que ce soit de négatif, ajoutant qu'après vingt deux ans, il a connu le bon et le mauvais, mais ne souhaite pas revenir sur la séparation. Concernant sa relation avec Omar Pène, il affirme : « Nous avons eu des différends, mais nous ne nous sommes pas battus. Je le connais mieux que quiconque. Lui aussi me connaît. Je l'appelle mon grand frère. À mon âge, je n'en veux à personne. Seul Dieu sait ce que me réserve l'avenir [...] »[12].

- Omar Pène, membre fondateur

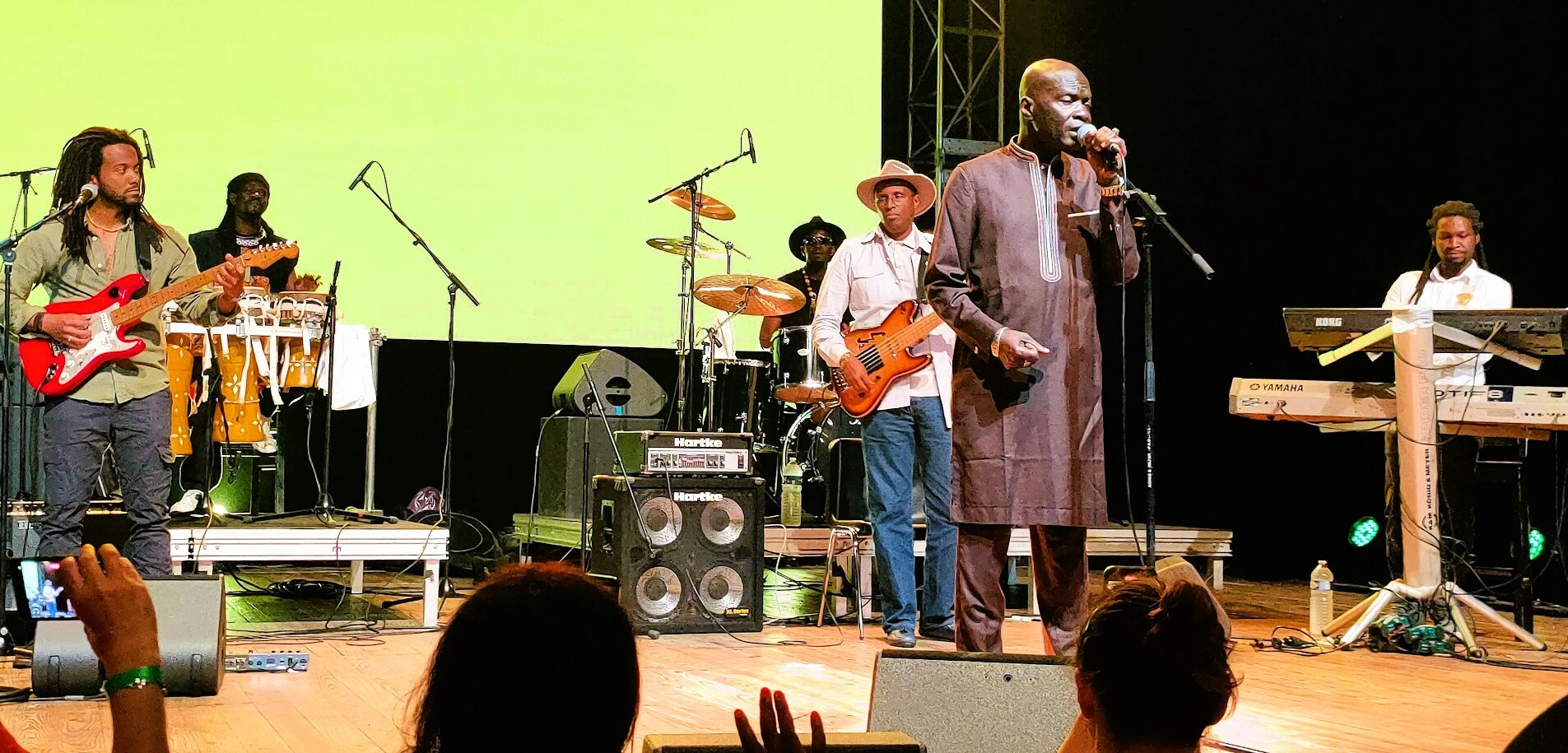
Omar Pène en 2023

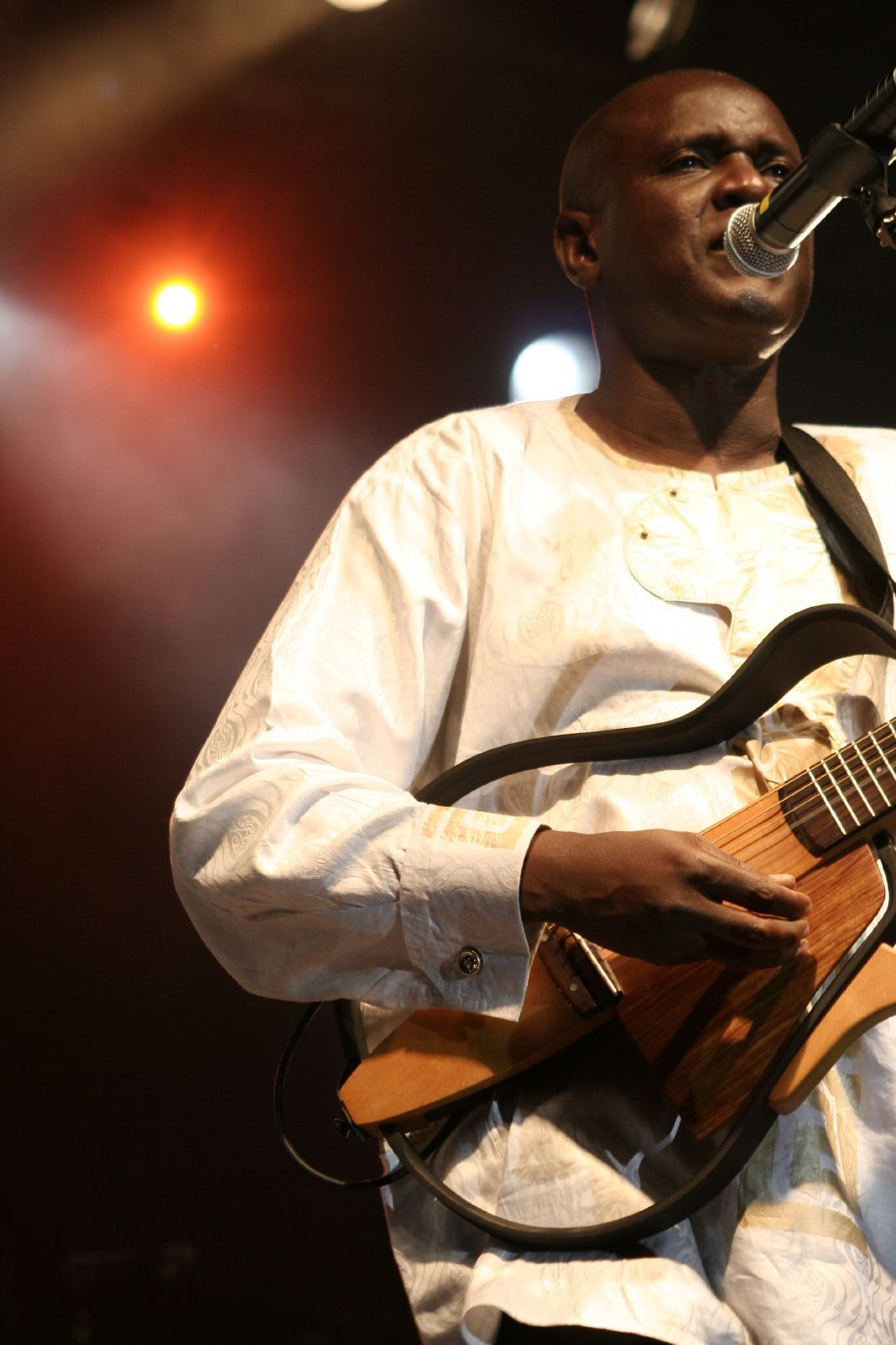
Ismaël Lô en 2007

- Ismaël Lô, cofondateur, qui rejoint et quitte le groupe plusieurs fois pour poursuivre sa carrière solo. Il travaille avec Omar Pène pendant neuf ans. En 1979, il accepte de rejoindre officiellement le groupe comme guitariste après une proposition de Bailo Diagne, avant de partir en tournée de huit mois en Casamance[8],[3].
- Babacar Dieng (chant)
- Thio Mbaye (percussions et chant)
- Oumar Sow (guitare)
- Doudou Konaré (guitare)
- Iba Ndiaye (clavier)
- Lappa Diagne (batterie)
- Mamadou Lamine Maïga (chant), à la voix en falsetto
- Cheikh Diange
- Abdou M'Backe
- Amadou Baye
- Aziz Seck
- Baïla Diagne
- Cheikh Sadibou Niasse
- Ibou Konaté
- Jean Alain Hedgar
- Lamine Faye
- Moustapha Fall
- Ndiaga Samb
- Papa Basse
- Tonia Lô

## Discographie sélective
- 1979: Géédy Dayaan (en)
- 1986: Cheikh anta Diop
- 1987: People
- 1994: Fari
- 1996: 20 Ans déjà
- 1997: Nila
- 2001: 25 Ans